# (58158) 1989 RA
(58158) 1989 RA ist ein Hauptgürtelasteroid, der am 1. September 1989 von Alan C. Gilmore und Pamela Margaret Kilmartin am Mt John University Observatory in Neuseeland entdeckt wurde.